# Moise Dragoș

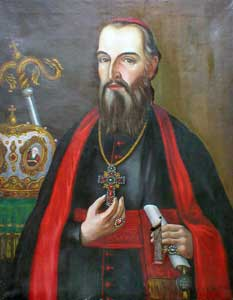
Bischof Moise Dragoș

Moise Dragoș (lateinisch Moyses Drágosi; * August 1726 in Turda; † 16. April 1787 in Oradea) war Bischof von Oradea Mare (Großwardein) der Rumänisch griechisch-katholischen Kirche.

## Leben
Moise Dragoș empfing am 26. April 1751 die Priesterweihe. Er war Pfarrer und Dekan in Oradea. Am 23. Juni 1777 wurde er zum ersten Bischof des am 16. Juni 1777 von Papst Pius VI. kanonisch errichteten Bistums Großwardein ernannt. Er hat sich für die Wiederherstellung der Metropolie Alba Iulia eingesetzt. Er starb am 16. April 1787 und wurde nach rumänisch griechisch-katholischem Ritus in der Kathedrale von Oradea (Großwardein) beigesetzt.